# Branko de Tellería
Branko de Tellería (n. Lomas de Zamora, Buenos Aires, Argentina; 12 de noviembre de 1991) es un futbolista argentino que se desempeña como portero. Luego de algunos años alejado de las canchas, actualmente es jugador del Cañuelas.

## Clubes
| Club     | País      | Año             |
| -------- | --------- | --------------- |
| Cañuelas | Argentina | 2019 - presente |